# Nordkinnhalvøen
Nordkindhalvøen, tidligere kaldt Nordkynhalvøya, (nordsamisk: Čorgašnjárga) er en halvø i Gamvik og Lebesby kommuner i Troms og Finnmark fylke i Norge Halvøen ligger mellem Tanafjorden i øst og Laksefjorden i vest og er kun knyttet til fastlandet med den smalle tange Hopseidet.
De vigtigste landsbyer på Nordkindhalvøen er Mehamn, Gamvik og Kjøllefjord. Højeste punkt på Nordkindhalvøen er Storvarden på Sandfjeldet, der er 486 meter over havet. Længst mod nord på halvøen ligger Kinnarodden, som er det nordligste punkt på fastlandet i Norge og Europa. Nord for Gamvik ligger Slettnes fyr, som er verdens nordligste fastlandsfyr.
Nordkindhalvøen er knyttet til resten af vejnettet med fylkesvej 888, som blev åbnet i 1989. Mehamn og Kjøllefjord har anløb af hurtigruten, og Mehamn har flyveplads som betjenes af Widerøe.
<references>